# Gregory Ain
Gregory Ain (28 de marzo de 1908 - 9 de enero de 1988) fue un arquitecto estadounidense activo a mediados del siglo XX. Trabajando principalmente en el área de Los Ángeles, Ain es conocido por llevar elementos de la arquitectura moderna a viviendas de bajo y medio costo. Se dirigió a "los problemas arquitectónicos comunes de la gente común".
Esther McCoy dijo que "Ain fue un idealista que dedicó más de diez años a combatir los códigos de planificación y construcción anticuados, y promover prácticas inmobiliarias más ambiciosas".

## Trayectoria
Nacido en Pittsburgh, Pensilvania, en 1908, Ain se crio en el vecindario Lincoln Heights de Los Ángeles. Durante un corto tiempo durante su infancia, la familia Ain vivió en Llano del Río, una colonia experimental de cultivo colectivo en el Valle de Antílope de California. 
Se inspiró para convertirse en arquitecto después de visitar la Casa Schindler cuando era un adolescente. Asistió a la Escuela de Arquitectura de la Universidad del Sur de California en 1927–28, pero se retiró después de sentirse limitado por el entrenamiento de Bellas Artes de la escuela. 
Sus influencias principales fueron Rudolph Schindler y Richard Neutra. Trabajó para Neutra desde 1930 hasta 1935, junto con su compañero aprendiz Harwell Hamilton Harris, y contribuyó a los principales proyectos de Neutra de ese período. 

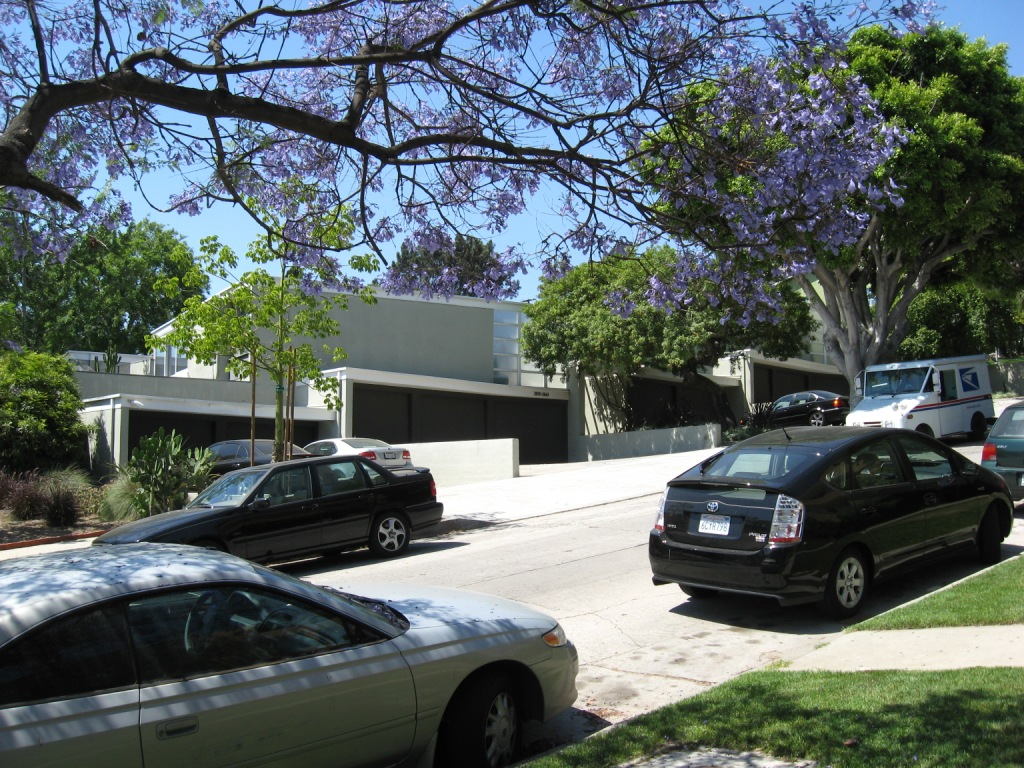
Avenel Housing Group, Silver Lake, Los Ángeles, California

Siguiendo su relación de colaboración con Richard Neutra, en 1935, Ain cultivó una práctica individual diseñando casas modestas para clientes de clase trabajadora y de clase media. 
Ain fue galardonado con una beca Guggenheim en 1940 para estudiar vivienda.  Durante la Segunda Guerra Mundial, Ain fue ingeniero jefe de Charles y Ray Eames en el desarrollo de sus conocidas férulas para patas y sillas de madera contrachapada, incluidas las series DCW y LCW. 
Las décadas de 1930 y 1940 representaron el período más productivo de Ain.  Durante este período, su búsqueda de principios para abordar "los problemas arquitectónicos comunes de la gente común", impulsó la implementación de planos de planta flexibles y cocinas abiertas. En la década de 1940, formó una sociedad con Joseph Johnson y Alfred Day para diseñar grandes zonas de viviendas. Los principales proyectos de este período incluyeron Hogares Comunitarios, Hogares Planificados en Parques, Hogares Avenel y Viviendas Mar Vista. Colaboró con el arquitecto paisajista Garrett Eckbo en cada uno de estos proyectos. Eran una expresión de diseño moderno de mediados de siglo.
Ain también practicó en una "asociación flexible" con James Garrott, y construyeron un pequeño edificio de oficinas juntos en Hyperion Avenue, en el vecindario de Silver Lake. Estos proyectos atrajeron la atención de Philip Johnson, curador de arquitectura del Museo de Arte Moderno, quien encargó a Ain el diseño y la construcción de la segunda casa de exhibición del MoMA en el jardín del museo en 1950, después de la de Marcel Breuer en 1949.
A fines de la década de los 50, la práctica de Ain disminuyó al ser percibido como un comunista. Por ejemplo, en 1949 fue incluido por el Subcomité de Determinación de Información del Senado de California sobre Actividades Antiamericanas como "uno de los críticos más notorios del comité". El creciente "miedo rojo" hizo que perdiera varias oportunidades, incluida la participación en el programa de viviendas casos de estudio de John Entenza. 
Ain también enseñó arquitectura en la USC después de la guerra. Luego, de 1963 a 1967, se desempeñó como decano de la Escuela de Arquitectura de la Universidad del Estado de Pennsylvania. Luego regresó a Los Ángeles y murió en 1988.
Los documentos de Ain se guardan en la Colección de Arquitectura y Diseño, en el Museo de Arte, Diseño y Arquitectura, en la Universidad de California, Santa Bárbara.

## Edificios
- 1936: Edwards House, Los Ángeles, California
- 1937: Ernst House, Los Ángeles, California
- 1937: Casa Byler, monte. Washington (Los Ángeles), California
- 1937–39: Dunsmuir Flats,[7] Los Ángeles, California
- 1938: Brownfield Medical Building, Los Ángeles, California (más tarde destruido)
- 1938: Beckman House,[8] Los Ángeles, California
- 1939: Daniel House, Silver Lake (Los Ángeles), California
- 1939: Margaret y Harry Hay House,[9] North Hollywood, California
- 1939: Tierman House, Silver Lake (Los Ángeles), California
- 1939: Vorkapich Garden House, para Slavko Vorkapich, Beverly Hills, California (luego destruida)
- 1941: Casa Ain, Hollywood, California
- 1941: Orans House,[10] Silver Lake (Los Ángeles), California
- 1942: Casa de Jocelyn y Jan Domela, Tarzana, California
- 1946: Park Planned Homes,[11] Altadena, California
- 1947–48: Mar Vista Housing,[11] Mar Vista (Los Ángeles), California 
  - designada como Zona de Superposición de Preservación Histórica por la ciudad de Los Ángeles en 2003.[12]
- 1948: Avenel Homes (cooperativa), Silver Lake, Los Ángeles, California 
  - Listado en el Registro Nacional de Lugares Históricos en 2005.[13]
- 1948: Albert Tarter House, Los Feliz, Los Ángeles, California
- 1948: Edificio de oficinas de gremios y sindicatos de Hollywood, Los Ángeles, California (más tarde destruido)
- 1948: Casa Miller, Beverly Hills, California
- 1948: Community Homes[14] (cooperativa), Reseda (Los Angeles), California (sin construir)
- 1949: Oficina de Ain y Garrott, Silver Lake, Los Ángeles, California
- 1949: Schairer House, Los Ángeles, California
- 1950: Beckman House II, Sherman Oaks, California
- 1950: Casa Hurschler, Pasadena, California (más tarde destruida)
- 1950: MOMA Exhibition House,[15] Ciudad de Nueva York (paradero desconocido; presumiblemente destruido)[3] (recientemente encontrada)[16][17] Pasadena, California
- 1951: Casa de Ben Margolis,[18] Los Ángeles, California
- 1951: Mesner House, Sherman Oaks, California
- 1952: Richard "Dick" Tufeld House, Los Ángeles, California
- 1953   : Casa Feldman, Beverly Crest / Beverly Hills PO, California
- 1962–63: Casa de Ernst II, Vista, California
- 1963: Casa Kaye,[19] Tarzana, California
- 1967: Ginoza House,[20] State College, Pennsylvania

## Premios y honores
- Beca Guggenheim, 1940
- Instituto Americano de Arquitectos,  Fellow (FAIA)

## Galería

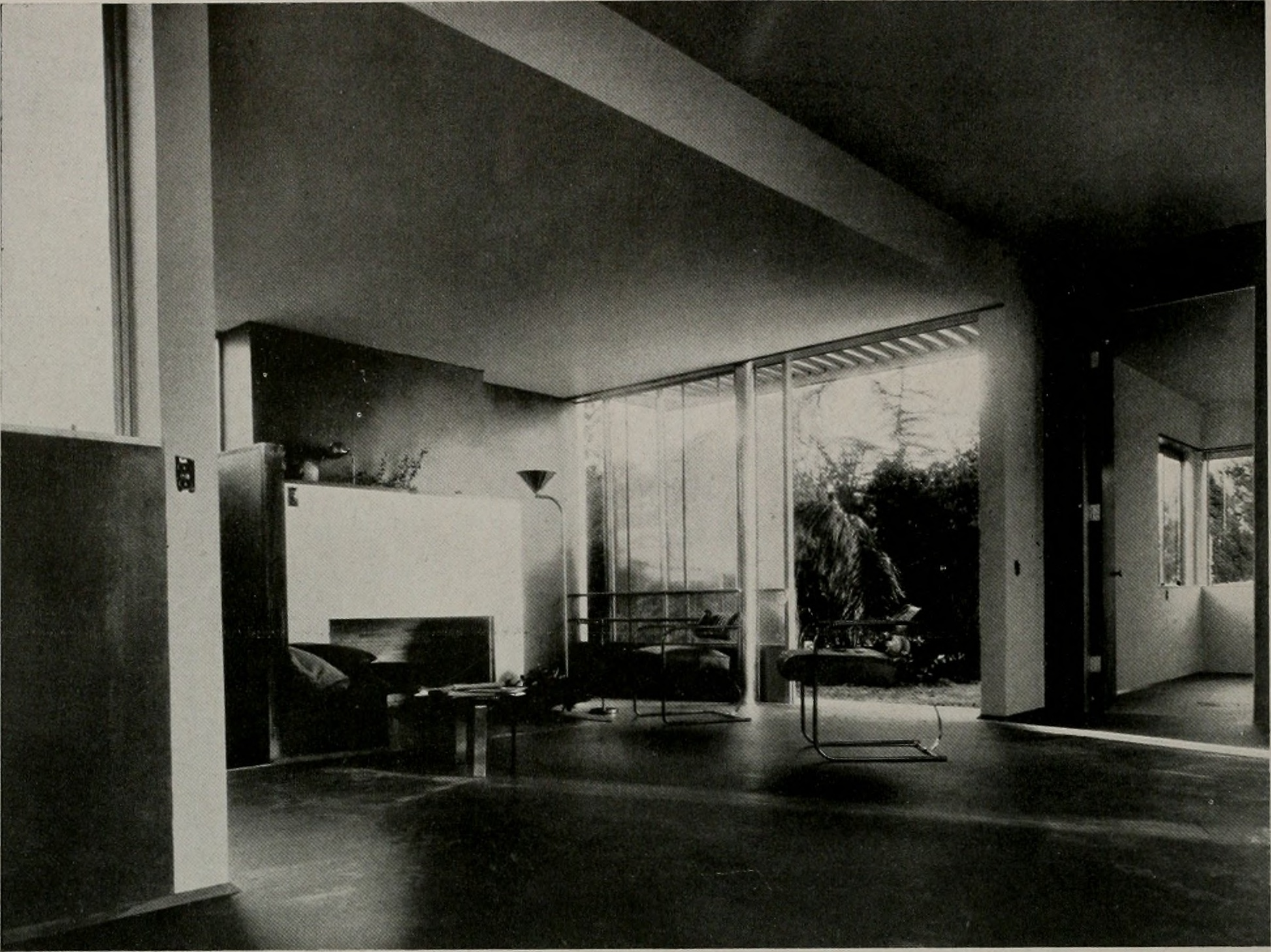
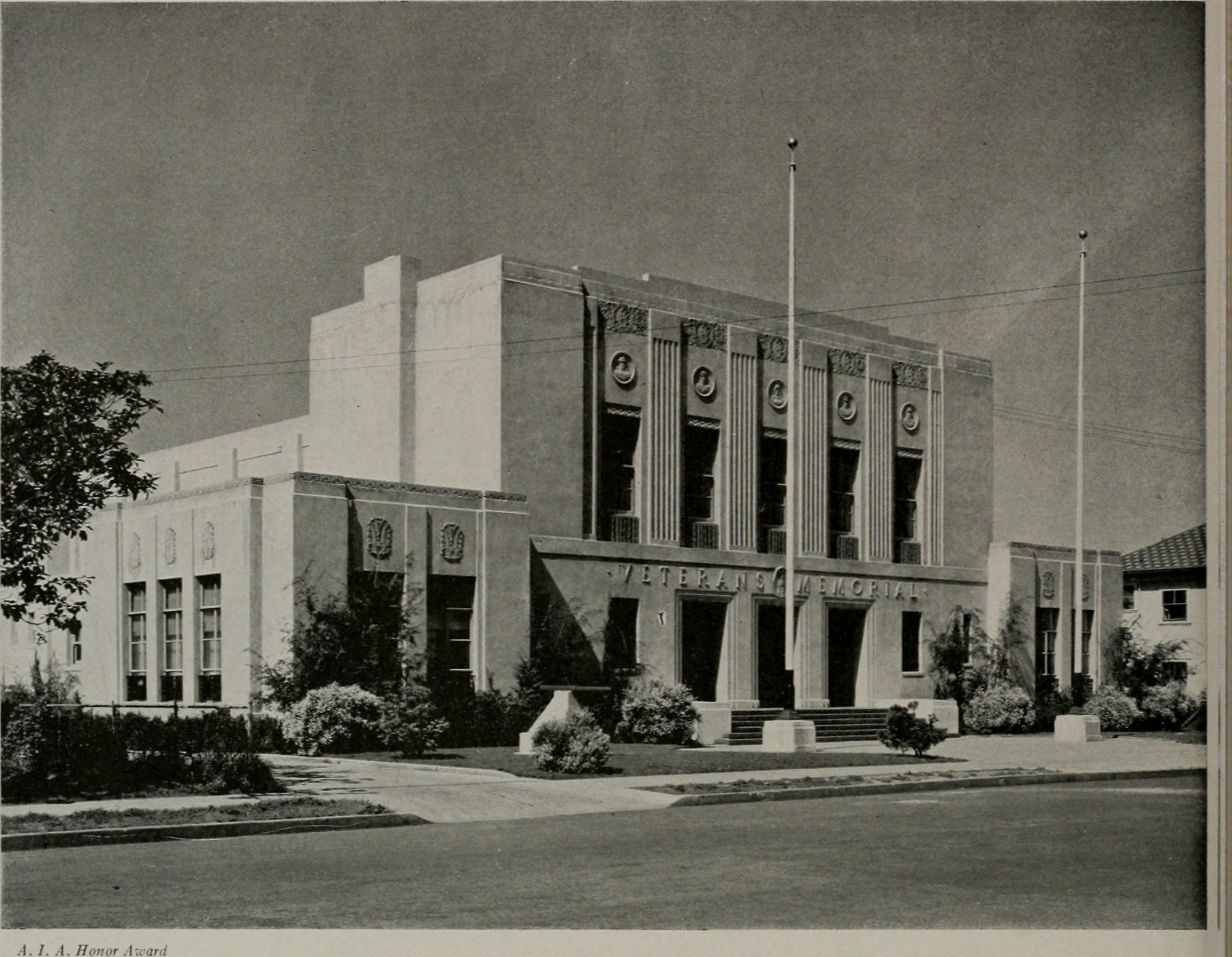
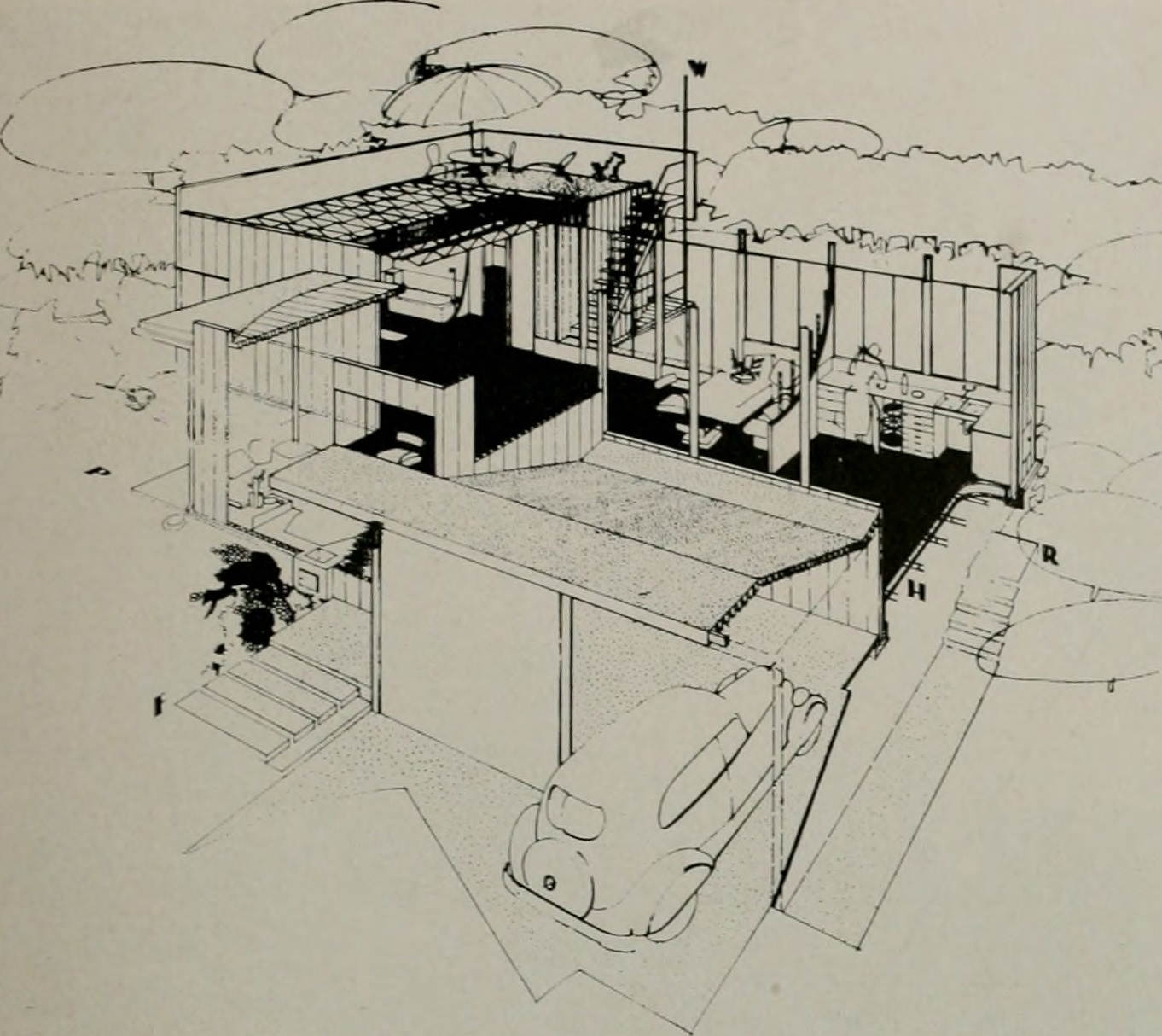
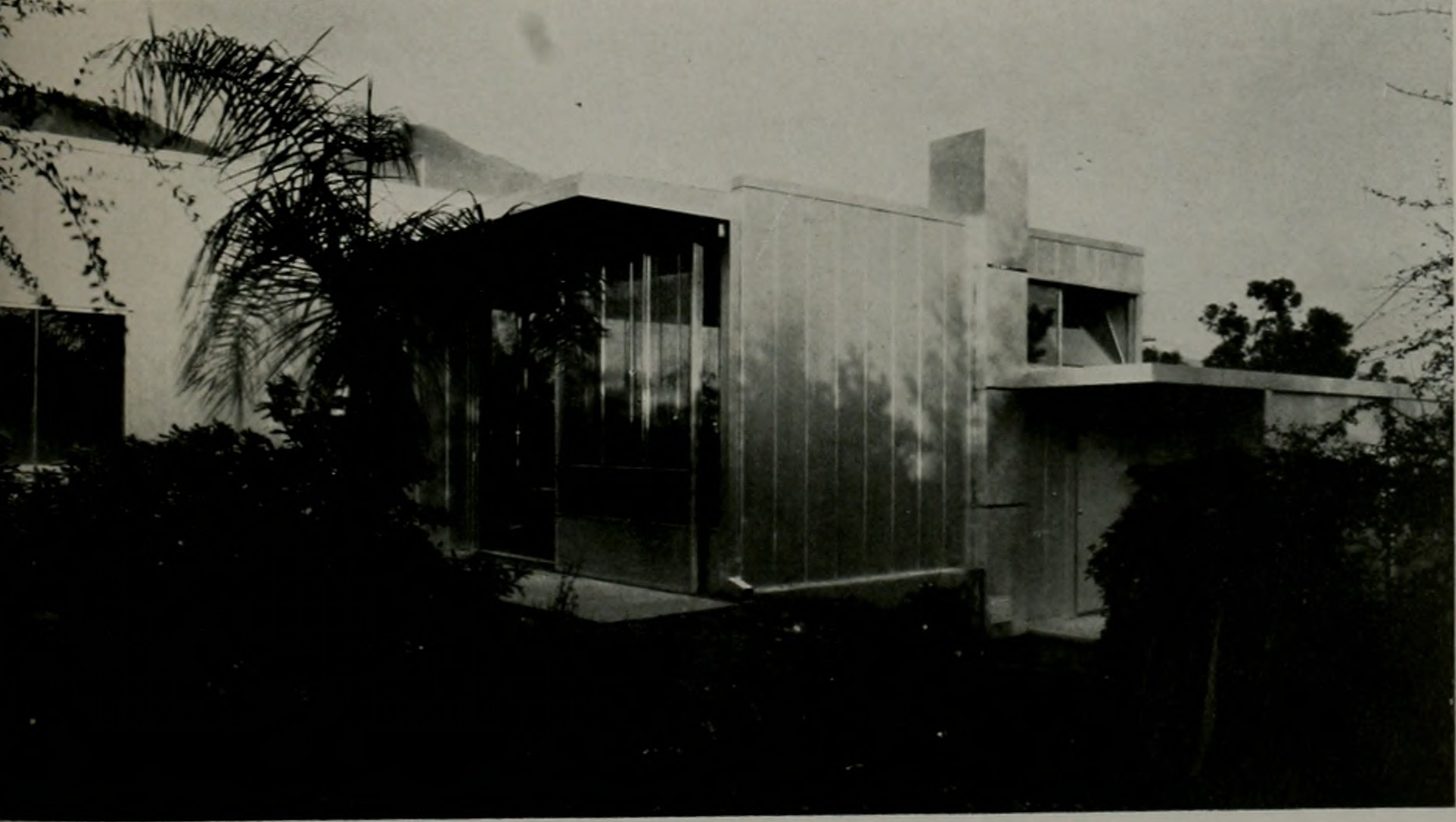

## Otras fuentes
- McCoy, Esther (1984). The Second Generation. Gibbs Smith. ISBN 0-87905-119-1.
- Gebhard, David; Von Breton, Harriette; Bricker, Lauren Weiss (1980). The Architecture of Gregory Ain: The Play Between the Rational and High Art. University of California, Santa Barbara. ISBN 9780940512061.